# Flabelo

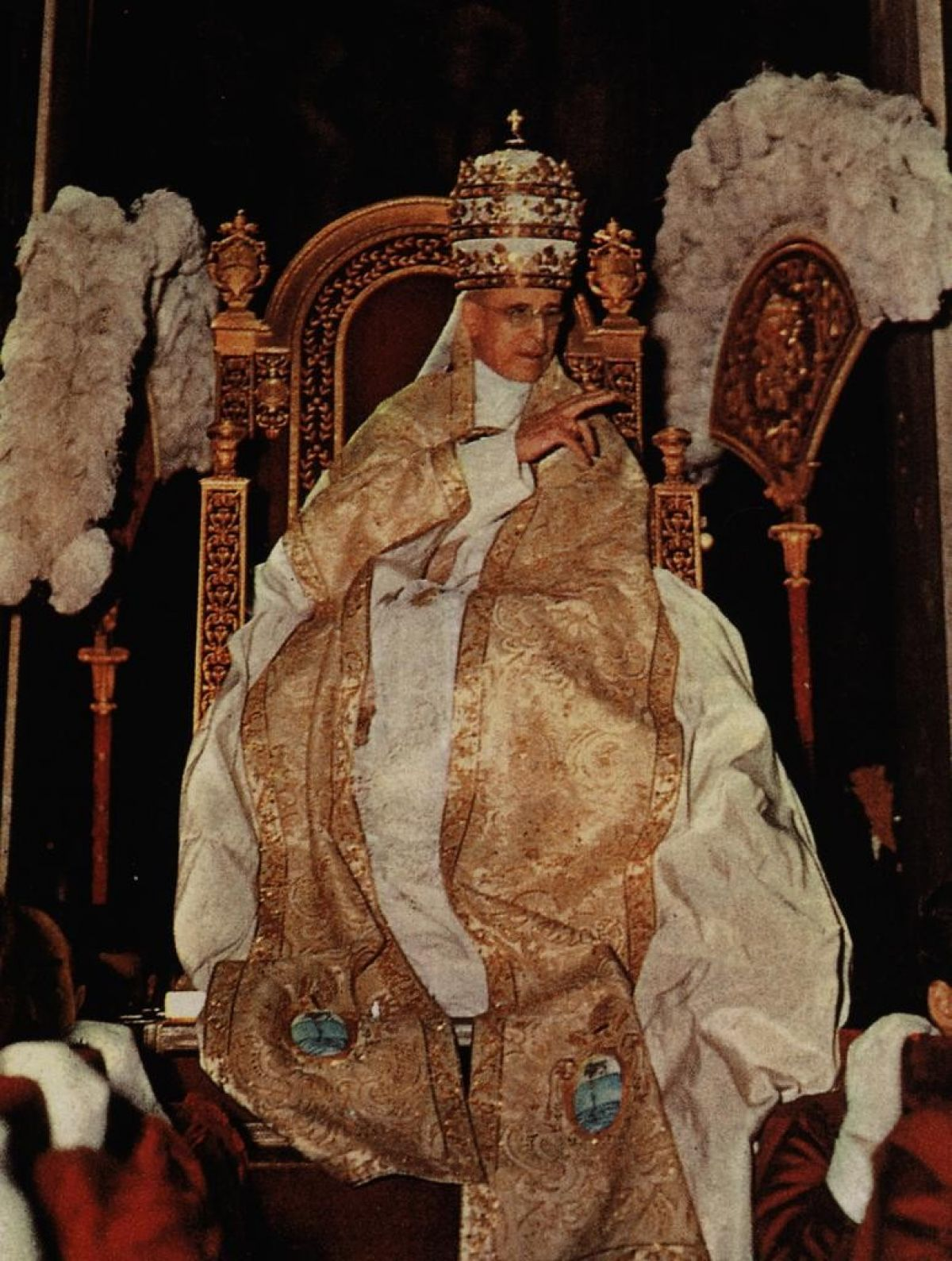
O Papa Pio XII carregado na sede gestatória enquanto era flanqueado pelos flabelos papais.

Flabelo (do latim Flabellum: leque, diminutivo de Flabrum: soprar dos ventos) é um grande leque de penas de avestruz usado nos cortejos papais.
Os Flabelos sempre são usados em número de dois e são levados por membros da corte papal chamados flabelíferos. Eram usados por altos dignitários no Oriente e na África. Também lembram o antigo costume romano, de durante os sacrifícios e refeições, os flabelíferos agitarem seus flabelos para afastarem insetos e refrescarem o ambiente. Nos ritos orientais, ainda se empregam flabelos nas celebrações litúrgicas, mas estes são distintos dos flabelos papais, sinal de distinção do Romano Pontífice. No rito bizantino, esta peça tem o nome de ripídio.
Também são muito usados no carnaval pernambucano nos chamados blocos carnavalescos líricos, o flabelo é o equivalente ao estandarte, à semelhança de um leque, que apresenta a identificação do bloco.